# Zosterogrammidae
Zosterogrammidae (лат.) — семейство вымерших многоножек из монотипического отряда Zosterogrammida, обитавших в течение силура — карбона (433,4—307,0 млн лет назад) на территории современных Европы и Северной Америки.

## Описание
Обладали широкой головой, тело состояло из 20—32 сегментов, сужалось к голове и кзади. Спинные пластины каждого сегмента были очень широкими, а их задняя часть орнаментирована линиями. Размер варьировал от 26 до 55 мм. По внешним пропорциям обладают сходством с современными представителями Polyzoniida.

## Систематика и классификация
Отряд Zosterogrammida рассматривается в качестве клады с неясным систематическим положением (incertae sedis) внутри инфракласса Pentazonia.
По данным сайта Paleobiology Database, на март 2018 года в семейство Zosterogrammidae включают 3 вымерших рода и 3 вида:
- Род Casiogrammus Wilson, 2005
  - Casiogrammus ichthyeros Wilson, 2005 — Шотландия (силур)
- Род Purkynia Fritsch, 1899
  - Purkynia lata Fritsch, 1899 — Чехия (верхний карбон)
- Род Zosterogrammus Wilson, 2005
  - Zosterogrammus stichostethus Wilson, 2005 — США (верхний карбон)